# Carmélites du Sacré-Cœur de Jésus
Cet article possède un paronyme, voir Carmélites du Sacré-Cœur (homonyme).
Les Carmélites du Sacré-Cœur de Jésus forment une congrégation religieuse féminine enseignante et hospitalière de droit pontifical.

## Histoire
En 1919, Manuel González García, évêque de Malaga, demande au provincial des carmes de venir en aide à la congrégation des carmélites de Saint Jean de Dieu, qui est au bord de l'extinction. Cette communauté a été fondée en 1882, et les Beaterios d'Álora et d'Almogía se sont unis à elles en 1919,.
Le Père provincial les confie aux sœurs de la Vierge Marie du Mont Carmel d'Orihuela. En 1920, ces dernières admettent les sœurs de Malaga comme membres de leur congrégation et les placent sous la direction de sœur Asunción Soler Jimeno (1882-1959), qui part dans la communauté de Malaga. Cependant, plusieurs difficultés font que sœur Asunción se sépare de sa communauté et fonde la congrégation des Carmélites du Sacré-Cœur de Jésus le 13 mai 1924 à Malaga. La fondatrice se place sous la protection de Notre-Dame du Mont-Carmel et adopte la règle, l'habit et la spiritualité de l'Ordre des Grands Carmes.
L'institut est agrégé aux Grands Carmes le 7 juin 1947 ; il obtient le décret de louange le 2 février 1955 et l'approbation définitive du Saint-Siège le 16 juin 1964.

## Fusion
- 1951 : Les carmélites tertiaires de la Charité fondées à Palma de Majorque en 1873 par Joaquina Conté Ribas fusionnent avec elles[3].

## Activités et diffusion
Les sœurs se consacrent au service dans les séminaires et les résidences ecclésiastiques. Elle se dédient à l'enseignement et assistent les pauvres et les prisonniers.
Elles sont présentes en:
- Europe : Espagne, Portugal.
- Amérique : République dominicaine, Venezuela
- Afrique : Kenya, Mozambique.

La maison-mère est à Madrid. 
En 2017, la congrégation comptait 124 sœurs dans 20 maisons.